# 托克逊镇
托克逊镇，是中华人民共和国新疆维吾尔自治区吐鲁番市托克逊县下辖的一个乡镇级行政单位。

## 行政区划
托克逊镇下辖以下地区：
天泉社区、山泉社区、龙泉社区、玉泉社区、银泉社区和金泉社区。